# Алхахи (Итум-Калинский район)
Алхахи (чечен. Хьер-кха) — покинутый аул в Итум-Калинском районе Чеченской Республики.

## География
Расположен на левом берегу реки Хочарой Ахк, к юго-востоке от районного центра Итум-Кали.
Ближайшие населённые пункты и развалины бывших аулов: на северо-западе — бывшие аулы Омечу, Хаухи и Автинбоуль, на северо-востоке  — бывший аул Итыкулиш.